# Ljeb
Ljeb är ett samhälle i Bosnien och Hercegovina.   Det ligger i entiteten Republika Srpska, i den centrala delen av landet, 110 km norr om huvudstaden Sarajevo. Ljeb ligger 208 meter över havet och antalet invånare är 382.
Terrängen runt Ljeb är platt åt sydost, men åt nordväst är den kuperad.  Närmaste större samhälle är Stanari, 3,3 km öster om Ljeb. 
Omgivningarna runt Ljeb är en mosaik av jordbruksmark och naturlig växtlighet. Runt Ljeb är det ganska tätbefolkat, med 78 invånare per kvadratkilometer.